# Доній Жироваць
Доній Жироваць (хорв. Donji Žirovac) — населений пункт у Хорватії, у Сисацько-Мославинській жупанії у складі громади Двор.

## Населення
Населення за даними перепису 2011 року становило 46 осіб.
Динаміка чисельності населення поселення:

## Клімат
Середня річна температура становить 10,39 °C, середня максимальна – 24,21 °C, а середня мінімальна – -5,41 °C. Середня річна кількість опадів – 1168 мм.
| Клімат поселення                              | Клімат поселення | Клімат поселення | Клімат поселення | Клімат поселення | Клімат поселення | Клімат поселення | Клімат поселення | Клімат поселення | Клімат поселення | Клімат поселення | Клімат поселення | Клімат поселення | Клімат поселення |
| Показник                                      | Січ.             | Лют.             | Бер.             | Квіт.            | Трав.            | Черв.            | Лип.             | Серп.            | Вер.             | Жовт.            | Лист.            | Груд.            |                  |
| Середній максимум, °C                         | 7,40             | 8,44             | 12,56            | 16,51            | 21,01            | 24,21            | 23,10            | 22,68            | 19,25            | 14,72            | 8,96             | 5,26             |                  |
| Середня температура, °C                       | 0,99             | 2,04             | 6,17             | 10,10            | 14,60            | 17,81            | 19,58            | 19,18            | 15,73            | 11,22            | 5,46             | 1,76             |                  |
| Середній мінімум, °C                          | −5,41            | −4,36            | −0,24            | 3,70             | 8,21             | 11,41            | 16,08            | 15,67            | 12,23            | 7,71             | 1,95             | −1,75            |                  |
| Норма опадів, мм                              | 73               | 74               | 84               | 100              | 99               | 104              | 101              | 98               | 107              | 110              | 122              | 96               |                  |
| Середньомісячна швидкість вітру, м/с          | 1.66             | 1.80             | 2.14             | 2.08             | 1.93             | 1.72             | 1.67             | 1.55             | 1.56             | 1.66             | 1.75             | 1.77             |                  |
| Середньомісячна сонячна радіація, кДж/м²·день | 4383             | 7145             | 10728            | 15121            | 19254            | 21364            | 22375            | 19550            | 14423            | 9218             | 4862             | 3636             |                  |
| --------------------------------------------- | ---------------- | ---------------- | ---------------- | ---------------- | ---------------- | ---------------- | ---------------- | ---------------- | ---------------- | ---------------- | ---------------- | ---------------- | ---------------- |
| Джерело:                                      |                  |                  |                  |                  |                  |                  |                  |                  |                  |                  |                  |                  |                  |